# الذكرى المئوية للطيران
تم إنشاء لجنة الذكرى المئوية الأمريكية للطيران في التسعينيات من قبل الكونغرس الأمريكي. لتكون بمثابة مصدر وطني ودولي للمعلومات حول الأنشطة التي تحتفل بالذكرى المئوية لأول رحلة بالطائرة للأخوين رايت في 17 ديسمبر 1903 (يزعم أنها أول رحلة جوية خاضعة للسيطرة الكاملة ومستدامة وتعمل بالطاقة).
وكان من المفترض أن تقام احتفالات بالذكرى المئوية والاحتفالات في عام 2003 في كل من:
- شمال كارولينا (رحلات رايت التي تعمل بالطاقة عام 1903 جرت على الرمال في كيتي هوك، شمال كارولينا)[1][2]
- دايتون أوهايو مسقط رأس الأخوين رايت.[1]

توقعت اللجنة العديد من المشاريع التاريخية والتعليمية حول الطيران والملاحة الجوية على الصعيد الوطني والدولي.
نسقت اللجنة حملة توعية وطنية بعنوان «الذكرى المئوية للطيران» للأحتفال بالذكرى السنوية المئة لأول رحلة جوية للأخوين رايت والإنجازات التي تلت ذلك. وقدمت اللجنة أيضا المشورة إلى الرئيس والكونغرس والوكالات الاتحادية بشأن أنجح السبل لتشجيع وتعزيز المشاركة الوطنية والدولية في الاحتفال. كما بذلت لجنة التنسيق جهدا أضافيا  لدعم الاحتفالات  بالذكرى المئوية والبرامج التعليمية والثقافية ذات الصلة من خلال تحالفها مع «شركاء المئوية» الذين كانوا يخططون لكل شيء من الجولات عبر البلاد إلى العروض الجوية والمعارض والندوات والعروض التلفزيونية الخاصة كما رعت موقع تعليمي كبير للمئوية.

## الإذن والمهمة
في عام 1998، أقر كونغرس الولايات المتحدة قانون الذكرى المئوية لإحياء ذكرى الطيران.
تم دمج اللوائح الخاصة باللجنة في مدونة اللوائح الفيدرالية باسم "67 FR 758.
كان للجنة سلطة وموارد محدودة، وكلفها الكونغرس بشكل رئيسي بلعب الدور القيادي في تنسيق ونشر الأنشطة التي تحتفل بإنجازات ويلبر وأورفيل رايت والاحتفال بقرن من الطيران القوي
وتمثلت المسؤولية الرئيسية للجنة فيما يلي:
1. توليد الدعاية للاحتفال
2. تشجيع الأفراد والمنظمات في جميع أنحاء البلاد على القيام بأنشطة تذكارية
3. تقديم التوصيات للأفراد والمنظمات التي تقوم بأنشطة تذكارية
4. الحفاظ على موقع على شبكة الإنترنت وإنشاء جدول زمني وطني للأحداث.
5. إرسال ممثلين إلى الاجتماعات الدولية.
6. للحفاظ على مكتب المتحدثين.
7. الإشراف على عمل الموظفين.
8. رعاية الاجتماعات.[4]

## التمويل
وبلغ إجمالي الاعتمادات الطارئة 4 ملايين دولار أمريكي (أي ما يعادل 6,650,061 دولار أمريكي في عام 2021) على مدى عمر اللجنة. وفي الفترة من عام 1999 إلى عام 2001، مولت اللجنة من خلال بنود محددة في اعتمادات عملية إدارة الطيران الاتحادية. وفي السنوات اللاحقة مولت اللجنة من اعتمادات الوكالات العامة. ليتم تزويد لجنة الذكرى المئوية للطيران بسلطة قبول التبرعات غير النقدية فقط. وفي هذه الحالة، تنص الصياغة القانونية على ما يلي «يجوز للجنة أن تقبل التبرعات بالخدمات الشخصية والمواد التاريخية المتصلة بتنفيذ مسؤولياتها بموجب أحكام هذا القانون».

## الأعضاء والمشاركين
تتألف  اللجنة من ممثلين عن المنظمات الأمريكية العامة والخاصة، بما في ذلك:
1. الجنرال جون  ردايلي مدير متحف سميثسونيان الوطني للطيران والفضاء.[8]
2. ماريون بلاكي مديرة إدارة الطيران الفيدرالية.
3. شون أوكيفي مدير الإدارة الوطنية للملاحة الجوية والفضاء.
4. ريتشارد هوارد رئيس مؤسسة فيرست فلايت المئوية.
5. توم بوبيريزني الرئيس والمدير التنفيذي لمؤسسة الطيران التابعة لجمعية الطائرات التجريبية.
6. برادفورد رئيس مجلس الإدارة.

يتألف المجلس الاستشاري الاتحادي التابع لفرقة فيرست فلايت سينتينيال من مختلف كبار الشخصيات في مجال الطيران والشخصيات العامة التي يعينها الرئيس أو الكونغرس أو يعينها القانون
تم إضافة العديد من الشركات مثل:
أول لجنة مئوية للرحلة في ولاية كارولينا الشمالية تركز على أحداث الذكرى المئوية في الولاية.
لجنة أوكلاهوما المئوية للطيران، في أوكلاهوما سيتي لتعزيز أنشطة الطيران في جميع أنحاء الولاية وإنشاء وتعزيز الأنشطة التعليمية المتعلقة بتاريخ الطيران.
مكتب طوابع وكلاء التاج في إنجلترا لإنشاء مجموعة من الطوابع البريدية الرسمية التي تضم طائرات مدنية وعسكرية من السنوات المئة الماضية.
مؤسسة يوم الفضاء، للتعليم المتعلق بالفضاء والتحفيز الأكاديمي، ولا سيما من خلال «يوم الفضاء» وهي مبادرة تعليمية شعبية  كبيرة يقال إنها «تصل إلى آلاف المعلمين وملايين الطلاب في الولايات المتحدة وكندا وخارجها». وكان موضوع يوم الفضاء لعام 2003 هو الاحتفال بمستقبل الطيران استكمالا للجهود التي تبذلها لجنة التنسيق لتشجيع الحماس للطيران والابتكار بين الشباب.
مركز تشالنجر - الذي يستخدم الفضاء كموضوع لإثارة وإلهام وتشجيع الطلاب في دراسة الرياضيات والعلوم، وتطبيق التكنولوجيا. كان تحالف سي أو اف سي هو جعل مركز تشالنجر عبر الفضاء يتحدى الطلاب في الصفوف من الرابع إلى الثامن لتصميم وبناء نماذج من الطائرات
مؤسسة الطيران الأمريكية، وشركة لرعاية إعادة إنشاء الجولات الجوية الوطنية مع العشرات من الطائرات القديمة لتحليق.
لجنة شيكاغو المئوية للطيران  نظمتها مجموعة من منظمات صناعة الطيران من منطقة شيكاغو ومنطقة البحيرات العظمى لتعزيز الوعي بالطيران من خلال  المعارض العامة. وخططت لأنشطة الذكرى المئوية بما في ذلك
معرض للطائرات، في متحف شيكاغو للعلوم والصناعة، في عام 2003، من شهر أيار إلى أيلول بعنوان «شيكاغو المئوية للطيران» مئة طائرة لصنع التاريخ بالإضافة إلى الأحداث والندوات طوال عام 2003، على أمل إنتاج برامج تهدف  إلى تعليم الطيران لطلاب المدارس الابتدائية والثانوية.